# James Tallmadge

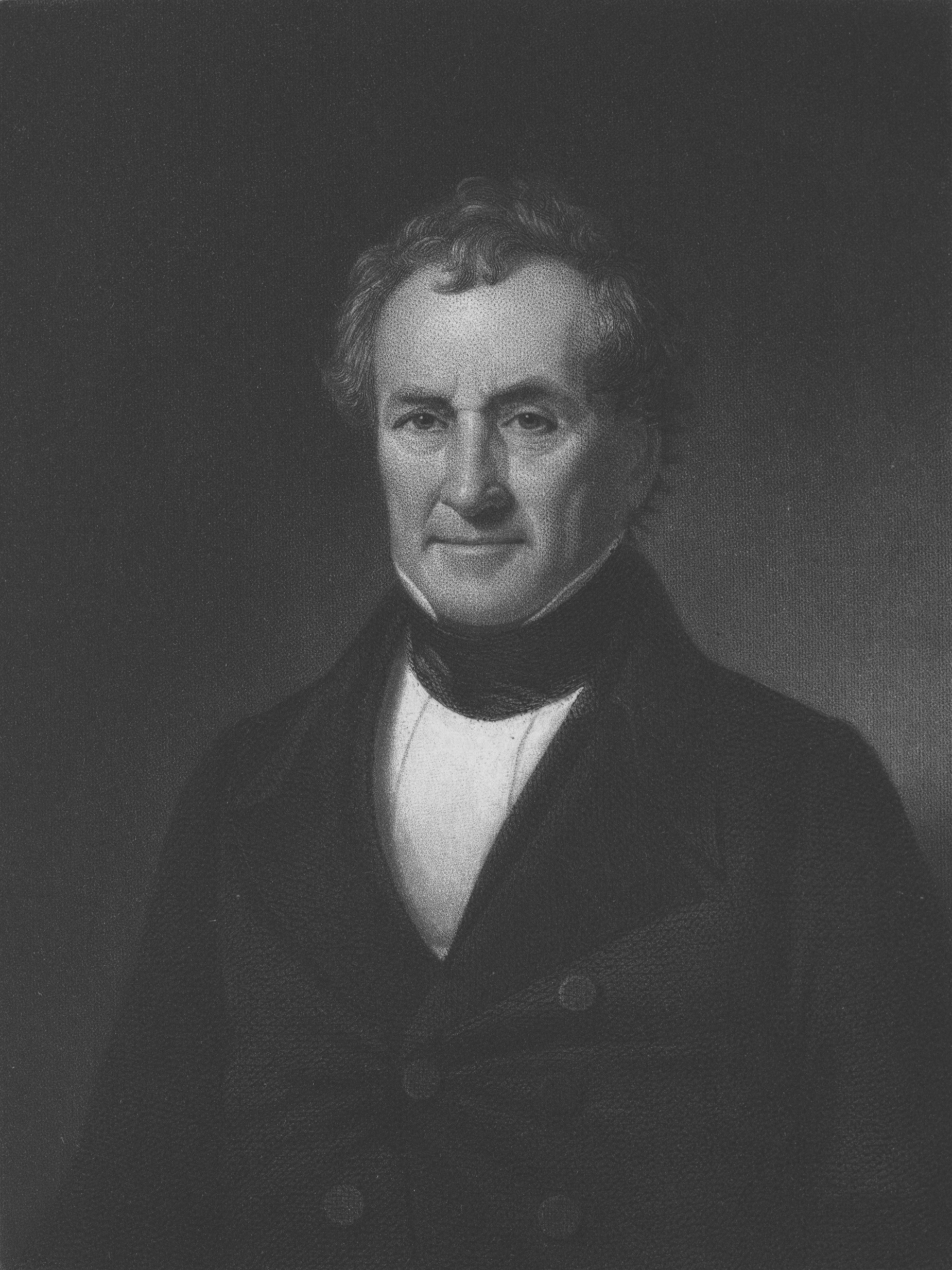
James Tallmadge (um 1850)

James Tallmadge, Jr. (* 28. Januar 1778 in Stanfordville, Dutchess County, New York; † 29. September 1853 in New York City) war ein US-amerikanischer Rechtsanwalt und Politiker, der im US-Repräsentantenhaus diente. Sein Vater, Colonel James Tallmadge (1744–1821), führte eine Kompanie von Freiwilligen bei der Ergreifung von General John Burgoyne.

## Leben
Tallmadge graduierte 1798 an der Brown University in Providence (Rhode Island). Anschließend war er von 1798 bis 1800 als Sekretär von Gouverneur George Clinton tätig. Dann studierte er Jura und bekam 1802 seine Zulassung als Anwalt. Er praktizierte in Poughkeepsie und New York City. Tallmadge war auch militärisch aktiv. Er diente im Britisch-Amerikanischen Krieg (auch Krieg von 1812 genannt) und kommandierte dort eine Kompanie Bürgerwehr (englisch home guard) bei der Verteidigung von New York.
Anschließend betätigte er sich auch politisch, indem er als ein Democratic-Republican in den 15. US-Kongress gewählt wurde, um dort eine Vakanz zu füllen, die durch den Tod des Abgeordneten Henry B. Lee am 18. Februar 1817 entstand. Er bekleidete sein Amt vom 6. Juni 1817 bis zum 3. März 1819. In dieser Zeit verteidigte er General Andrew Jacksons Kurs beim Seminolenkrieg und führte eine Gesetzesänderung als Gesetzesentwurf ein, welche die Bürger von Missouri ermächtigte, eine Verfassung zu entwerfen und eine Staatsregierung zu bilden.

„Und sofern, dass die weitere Einführung der Sklaverei oder einer unfreiwilligen Leibeigenschaft verboten sei, außer für die Ahndung von Verbrechen, wovon die betreffende Partei völlig überführt gewesen sein soll; und dass alle Kinder, die nach der Aufnahme des Staates in die Union, innerhalb des besagten Staates geboren, sollen beim Erreichen des 25 Lebensjahres frei sein.“

Zur Unterstützung dieser Gesetzesänderung hielt er am 16. Februar 1819 eine kraftvolle Rede, in der er sich gegen die Ausdehnung der Sklaverei aussprach. Diese war weit im Umlauf und wurde in das Deutsche übersetzt.
Er war 1821 und 1846 ein Delegierter bei den verfassunggebenden Versammlungen von New York. Ferner war er 1824 ein Mitglied in der New York State Assembly. Im nachfolgenden Jahr, 1825, wurde er Vizegouverneur von New York, ein Posten, den er bis 1826 bekleidete.
1836 besuchte er Russland und half bei der Einführung von einigen amerikanischen, maschinellen Erfindungen, insbesondere Baumwollspinnereimaschinen.
Ferner war er von 1830 bis 1846 der Präsident der New York University, welche 1838 ihm einen LL.D. (Doctor in Laws) verlieh. Annähernd im gleichen Zeitraum, von 1831 bis 1850, war er der Präsident der American Institute, von welchem er einer der Gründer war.
Er wurde auf dem New York Marble Cemetery beigesetzt.

## Familie
Seine einzige Tochter galt als eine der schönsten Frauen im Land. Nach ihrer Rückkehr aus Russland, wohin sie ihren Vater begleitet hatte, heiratete sie Philip S. Van Rensselaer, den dritten Sohn von Stephen Van Rensselaer. Ihr einziger die Kindheit überlebender Sohn, James Tallmadge Van Rensselaer, war ein stadtbekannter Rechtsanwalt in New York City.